# Stade de football d'Olembe
Le stade d'Olembé est un stade de football situé à Olembé, un quartier au nord de Yaoundé, la capitale politique du Cameroun est à environ 13 kilomètres du centre urbain.  
Il abrite la cérémonie de lancement de la CAN 2021 le dimanche 9 janvier 2022, en présence des présidents des Comores et du Cameroun, et est le lieu d'une bousculade qui fait huit morts le 24 janvier.

## Histoire
Le stade de football d’Olembe, dans la banlieue de Yaoundé, est construit d'abord par le groupe italien Piccini et les finitions du stade sont faites par le canadien Magil. Le budget initial de 163 milliards de francs CFA est dépassé. 
En décembre 2021, la presse reprend des rumeurs de possible transfert de la cérémonie d'ouverture de la Coupe d'Afrique des nations de football 2021,.
Le 9 janvier, il abrite la cérémonie de lancement de la CAN 2021 avec le match Cameroun - Burkina Faso. Le 24 janvier, lors des huitièmes de finale, huit personnes, dont un enfant et deux femmes, y sont tuées dans une bousculade,, (voir l'article Tragédie du stade d'Olembe pour plus de détails).

## Le stade

### Situation
- Couvert
- Capacité de 60 000 places
- L’édifice est construit de manière que les spectateurs n’aient pas de contacts non prévus avec les athlètes. Chaque groupe peut agir dans sa zone sans interférer l’activité de l’autre.

### Équipements et infrastructures
Le groupe Piccini, par la voix de l’ambassadrice d’Italie au Cameroun, a promis en mars 2016 de livrer le chantier dans un délai de 30 mois.
Le groupe italien Piccini a été évincé au profit du canadien Magil, en raison des retards et de problèmes de préfinancement. 
- Pelouse en gazon naturel
- Piste d’athlétisme
- Parkings
- Stade annexe

## Tourisme
Un lion en bronze de 4 mètres de haut est posé devant l'une des entrées du stade le 5 janvier 2022, à la veille du match d'ouverture de la CAN 2021. 
Cette œuvre est la réalisation d'un collectif d'artistes et des sculpteurs originaires du Noun et qui a reçu une commande d'état pour 4 Lions qui seront déposés aux entrées de 4 stades retenus pour la compétition de janvier 2022. Le lion en bronze posé au stade olympique est la plus grande de ces statues.
| Ambiance avant le début des cérémonie de lancement de la CAN 2021   |
| Président Paul Biya et son épouse lors de l'ouverte de la CAN 2021. |

|                                                                    |
| Ambiance avant le début des cérémonies de lancement de la CAN 2021 |

|                                                                     |
| Ambiance avant le début des cérémonies de lancement de la CAN 2021. |